# 唯爱百分之十二
《唯爱百分之十二》是改编自同名小说，由西瓦·栓玛类固（New）执导、Afterday编剧，彭萨帕克·安多姆珀驰与南思睿领衔主演的泰国同志爱情剧集。

## 劇情簡介
Cake和Seeiw從出世開始已經認識，他們不僅是鄰居，更是一起成長的好朋友。Seeiw是內向而且不懂社交，喜歡安靜獨處的人而Cake則很受大家喜愛。儘管他們的性格完全不同，他們还是在相处的过程中漫漫的超越朋友的界线。

## 演員陣容
註：括號內的演員姓名為小名。

### 主要人物
- 彭薩帕克·安多姆珀馳（Santa）飾演 Cake
- 南思睿（Earth）飾演 Seeiw

### 其他人物
- 瓦魯特·查瓦力朱吉翁（Prem）飾演 Pao
- 皮查亚·苏克法特（Afterday）飾演 Hom，Seeiw的姐姐
- 吉拉娜·皮皮缇亚功（Fairy）飾演 Cream
- 平贲·帕尼同通隆（Peak）飾演 Kung
- 帕努彭·冯乔恩（Benz）飾演 Toffee / Fee
- 杨可安（Oreo）飾演 Sand
- 克里·斯里苏克瓦塔南（Teepor）飾演 Tah
- 塔拉松·普菲斯坦（Oat）飾演 Palm
- 帕琳恩·查恩玛浓（Pineare）飾演 Ney
- 帕纳达·凯瓦德（Pang）飾演 Min
- 帕克浦姆·吉皮苏蒂里（Ryu）
- 塔纳通·萨南卡尼功（Title）飾演 Peak
- 吉达巴·西里班查万（Jida）
- 瓦乌帕克·唐鲁恩（Fort）飾演 Peak